# Robin Sachs
Robin David Sachs (ur. 5 lutego 1951 w Londynie, zm. 1 lutego 2013 w Los Angeles) – angielski aktor teatralny, telewizyjny i filmowy.

## Życiorys

### Wczesne lata
Syn pary aktorskiej Leonarda Sachsa i Eleanor Summerfield, dorastał w Londynie, gdzie studiował aktorstwo w Royal Academy of Dramatic Art. 

### Kariera
Występował na londyńskim West Endzie, zanim pojawił się na dużym ekranie w dramacie Henryk VIII i jego sześć żon (Henry VIII and His Six Wives, 1972) jako Thomas Culpeper, jeden z ulubionych dworzan króla Anglii Henryka VIII. Niebawem trafił na szklany ekran w serialach BBC: Schodami w górę, schodami w dół (Upstairs, Downstairs, 1973), Quiller (1975), Wschodnia Lynne (East Lynne, 1976) z Christopherem Cazenove i ITV Sąd koronny (Crown Court, 1976).
Zagrał postać Adama Carringtona, pierworodnego syna Blake’a Carringtona (John Forsythe) i Alexis Colby (Joan Collins) w telefilmie Aaron Spelling Productions Dynastia: Pojednanie (Dynasty: The Reunion, 1991). Można go było zobaczyć w serialach CBS: Gliniarz i prokurator (Jake and the Fatman, 1991) z Marcią Cross, Napisała: Morderstwo (Murder, She Wrote, 1993), Diagnoza morderstwo (Diagnosis Murder, 1994) ze Scottem Baio, Strażnik Teksasu (Walker, Texas Ranger, 1995) u boku Chucka Norrisa, Nash Bridges (1996) z Donem Johnsonem, serialach Warner Bros.: Babilon 5 (Babylon 5, 1994-96, 1998) i Buffy: Postrach wampirów (Buffy the Vampire Slayer, 1997-2000) jako Ethan Rayne, w serialu ABC Agentka o stu twarzach (Alias, 2005) z Jennifer Garner oraz w jednym odcinku pt. The Void serialu Star Trek: Voyager.
Wystąpił także w dwóch produkcjach kinowych: Stevena Spielberga Zaginiony świat: Jurassic Park (The Lost World: Jurassic Park, 1997) i Stevena Soderbergha Ocean’s Eleven: Ryzykowna gra (Ocean’s Eleven, 2001).
W 2010 roku użyczył głosu najemnikowi Zaeedowi Massaniemu w grze Mass Effect 2. Po raz kolejny wystąpił w tej roli w kontynuacji kosmicznej trylogii, która ukazała się w roku 2012.

## Życie prywatne
Był dwukrotnie żonaty; z Siân Phillips (od 21 grudnia 1979 do 1991) i Casey Defranco (1995-2006).
Zmarł 1 lutego 2013 w Los Angeles na zawał serca w wieku 61 lat.

## Wybrana filmografia

### Filmy fabularne
- 1972: Henryk VIII i jego sześć żon (Henry VIII and His Six Wives) jako Thomas Culpeper
- 1976: Sąd koronny (Crown Court, TV) jako Richard Hare
- 1976: Wschodnia Lynne (East Lynne, TV) Richard Hare
- 1977: Zniknięcie (The Disappearance) jako młodzieniec
- 1991: Dynastia: Pojednanie (Dynasty: The Reunion, TV) jako Adam Carrington
- 1997: Zaginiony świat: Jurassic Park (The Lost World: Jurassic Park) jako pan Bowman
- 2001: Ocean’s Eleven: Ryzykowna gra (Ocean’s Eleven) jako Seller
- 2012: Resident Evil: Potępienie jako Ataman / Ivan Judanovich (głos)

### Seriale TV
- 1973: Schodami w górę, schodami w dół (Upstairs, Downstairs) jako Robert
- 1975: Quiller jako Dieter
- 1977: Rob Roy jako Frank Osbaldistone
- 1981: Powrót do Brideshead (Brideshead Revisited) jako Etonian
- 1991: Gliniarz i prokurator (Jake and the Fatman) jako Greg Hatton
- 1993: Napisała: Morderstwo (Murder, She Wrote) jako Martin Kramer
- 1994: Diagnoza morderstwo (Diagnosis Murder) jako złodziej dzieł sztuki
- 1994-96: Babilon 5 (Babylon 5) jako Na'Tok / Hedronn / Na'Kal
- 1996: Niebieski Pacyfik jako Wilson Dupree
- 1996: Nocny patrol jako Malcolm O’Neal
- 1995: Strażnik Teksasu (Walker, Texas Ranger) jako Philippe Brouchard
- 1996: Nash Bridges jako Yuri Vashkov
- 1997-2000: Buffy: Postrach wampirów (Buffy the Vampire Slayer) jako Ethan Rayne
- 1998: Babilon 5 (Babylon 5) jako Coplann
- 2005: Agentka o stu twarzach (Alias) jako Hans Dietrich
- 2012: Agenci NCIS jako MI5 inspektor Andrew Challis
- 2012: Castle (serial telewizyjny) jako prezenter